# David Dobkin
David Dobkin (Washington D. C., 23 de junio de 1969) es un productor, director y guionista de cine y televisión estadounidense. Ha dirigido películas como Clay Pigeons (1998), Shanghai Knights (2003), Wedding Crashers (2005) y The Change-Up (2011). Entre sus trabajos también se encuentran numerosos anuncios de televisión y videoclips.

## Primeros años
Nació el 23 de junio de 1969 en Washington D. C., Estados Unidos. Asistió a la Walt Whitman High School en Bethesda. Posteriormente se graduó en la Universidad de Nueva York en 1991, donde obtuvo la calificación de matrícula de honor. Después de su graduación en la Universidad de Nueva York se trasladó a Los Ángeles con la intención de iniciar su carrera profesional como director.

## Carrera
Su primer trabajo como director fue en 1992 con 52nd St. Serenade. Después de filmar comerciales de televisión, irrumpió en el cine con Clay Pigeons (1998), para Scott Free Productions, la primera película de la productora de Ridley y Tony Scott que ellos mismos no dirigieron. La comedia negra sobre una serie de asesinatos en un pequeño pueblo estuvo protagonizada por Vince Vaughn, Joaquin Phoenix y Janeane Garofalo. Su siguiente proyecto vino de la mano de la comedia Shanghai Knights (2003), protagonizada por Jackie Chan y Owen Wilson. En 2005 se estrenó el film más exitoso de su carrera hasta la fecha, la comedia protagonizada por Vince Vaughn y Owen Wilson, Wedding Crashers; la cinta sumó 285 millones de dólares a nivel internacional. Posteriormente dirigió a Vince Vaughn y Rachel Weisz en la comedia navideña Fred Claus (2007); este mismo año también produjo Mr. Woodcock, cuyo reparto estaba encabezado por Billy Bob Thornton, Sean William Scott y Susan Sarandon. En 2011 se encargó de la dirección y producción de The Change-Up, protagonizada por Ryan Reynolds y Jason Bateman. Así mismo dirigió el primer episodio de la serie de televisión Friends with Benefits y produjo, en las tareas de productor ejecutivo, doce episodios de dicha producción televisiva.
Ha dirigido numerosos anuncios de televisión para marcas reconocidas como Coca-Cola, Heineken, Honda o PlayStation. Por otro lado también figuran en su filmografía como director los videoclips de canciones como "One Bourbon, One Scotch, One Beer" de George Thorogood; "You Can Make History" de Elton John; o "1, 2, 3, 4" de Coolio. También ha participado en vídeoclips de artistas y grupos como Extreme, Robin Zander o Blues Traveler, entre otros.

## Filmografía
| Año  | Película                                        | Notas                                  |
| ---- | ----------------------------------------------- | -------------------------------------- |
| 1992 | 52nd St. Serenade                               | Director                               |
| 1995 | Love Street (TV)                                |                                        |
| 1998 | Clay Pigeons                                    | Director                               |
| 2003 | Shanghai Knights                                | Director                               |
| 2005 | Wedding Crashers                                | Director                               |
| 2007 | Fred Claus                                      | También productor                      |
| 2007 | Mr. Woodcock                                    | Solo productor                         |
| 2011 | The Change-Up                                   | También productor                      |
| 2011 | Friends with Benefits (TV)                      | También productor ejecutivo 1 episodio |
| 2011 | Last Call                                       | Solo productor                         |
| 2012 | Jack the Giant Killer                           | Solo productor                         |
| 2014 | The Judge                                       | Director                               |
| 2020 | Eurovision Song Contest: The Story of Fire Saga | Director                               |